# Джузеппе Фонтана
Джузеппе Фонтана (італ. Giuseppe Fontana; 22 серпня 1902, Віченца — 10 січня 1941, Середземне море) — італійський морський офіцер. Проходив службу у Королівських військово-морських силах Італії під час Другої світової війни.

## Біографія
Джузеппе Фонтана народився 22 серпня 1902 року у Віченці. У віці 17 років вступив до Військово-морської академії в Ліворно, яку закінчив у 1923 році у званні гардемарина. Отримав звання молодшого лейтенанта у 1925 році, і лейтенанта у 1928 році.
Ніс службу на різних кораблях, був капітаном міноносця «Альбатрос» і заступником капітана на броненосному крейсері «Сан-Джорджо». У 1937 році отримав звання капітана III рангу і призначений капітаном есмінця «Антоніо да Нолі». Брав участь у військових операціях під час громадянської війни в Іспанії.
У 1939 році при значений командувачем 10-ї ескадри міноносців, підняв свій флагманський прапор на міноносці «Вега». У 1940 році отримав звання капітана II рангу.
На світанку 10 січня 1941 року міноносці «Вега» і «Чірче» помітили британські кораблі поблизу острова Пантеллерія. Кривава сутичка тривала декілька годин. Зрештою «Вега» був уражений ворожим вогнем, загорівся та затонув. Джузеппе Фонтана загинув, віддавши свій рятувальний жилет своєму підлеглому. 
Джузеппе Фонтана і молодший лейтенант Джорджло Скаліа посмертно були нагороджені золотою медаллю «За військову доблесть».

## Нагороди
- Золота медаль «За військову доблесть» (двічі).
- Пам'ятна медаль за участь в Іспанській кампанії.

## Вшанування
На честь Джузеппе Фонтана названі вулиці у Віченці та Ф'юмічіно. Крім того, його ім'ям планувалось назвати один з есмінців типу «Команданті Медальє д'Оро», але будівництво не було завершене.